# My Kind of Love
My Kind of Love è un brano musicale della cantante scozzese Emeli Sandé, pubblicato come quarto singolo estratto dall'album Our Version of Events nel giugno 2012.

## Video musicale
Il video musicale per accompagnare l'uscita di My Kind of Love è stato diffuso su YouTube il 20 aprile 2012. In esso, compare l'attrice inglese Laya Lewis.

## Tracce
Download digitale
1. My Kind of Love – 3:47 (Adele Emily Sandé, Emile Haynie, M. Birdsong, Daniel Tannenbaum)

EP digitale
1. My Kind of Love (Radio Mix) – 3:19
2. My Kind of Love (Live from Hollywood) – 3:46
3. My Kind of Love (Gemini Remix) – 4:19
4. My Kind of Love (Machinedrum Remix) – 5:43
5. My Kind of Love (Wideboys Remix) – 6:30

## Classifiche
| Classifica (2012–14) | Posizione massima |
| -------------------- | ----------------- |
| Australia            | 60                |
| Belgio (Fiandre)     | 22                |
| Francia              | 167               |
| Grecia               | 3                 |
| Irlanda              | 35                |
| Italia               | 35                |
| Paesi Bassi          | 79                |
| Scozia               | 29                |
| Regno Unito          | 17                |
| Stati Uniti          | 114               |

### Classifiche di fine anno
| Classifica (2012) | Posizione massima |
| ----------------- | ----------------- |
| Regno Unito       | 97                |